# Rudolph Gerhard Behrmann

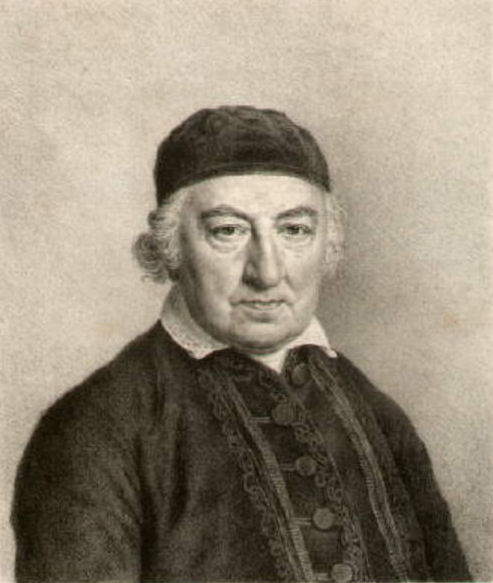
Rudolf Gerhard Behrmann, Lithographie von 1827 nach einem Porträt von Friedrich Carl Gröger

Rudolph Gerhard Behrmann, auch Rudolf Gerhard Behrmann (* 1. Dezember 1743 in Hamburg; † 29. Juli 1827 ebenda) war ein deutscher evangelisch-lutherischer Geistlicher.

## Leben
Rudolph Gerhard Behrmann war ein Sohn von Johann Michael Behrmann und seiner Frau Johanna Maria, geb. Jacob.  Er besuchte die Gelehrtenschule des Johanneums und das Akademische Gymnasium in Hamburg. Von 1766 bis 1769 studierte er Evangelische Theologie an der Universität Leipzig. Nach Abschluss seiner Studien kehrte er nach Hamburg zurück, wo er unter die Kandidaten des Geistlichen Ministeriums aufgenommen wurde und noch 1769 seine erste Stelle als Katechet am Spinnhaus, einer Strafanstalt, erhielt. Am 29. Juni 1772 wurde er als Diaconus (Prediger) nach Buxtehude berufen. Schon nach einem Jahr, am 29. August 1773 wurde er zum Diaconus an der Hamburger Hauptkirche St. Petri gewählt. Bei seinem Einführungsgottesdienst am 2. November 1773 erklang eine Festkantatae von Carl Philipp Emanuel Bach, die sich jedoch nicht erhalten hat. An St. Petri blieb er 55 Jahre bis an sein Lebensende, ab 1810 als Archidiaconus (2. Pastor). Außerdem war er von 1780 bis 1788 nebenamtlich Pastor am Zuchthaus und von 1780 bis 1810 am Spinnhaus.  In seine lange Amtszeit fallen die Umbrüche der Aufklärungszeit und die Hamburger Franzosenzeit mit dem schrecklichen Winter 1813/14.  Die Theologische Fakultät der Universität Leipzig verlieh ihm am 23. Oktober 1821 die Ehrendoktorwürde.

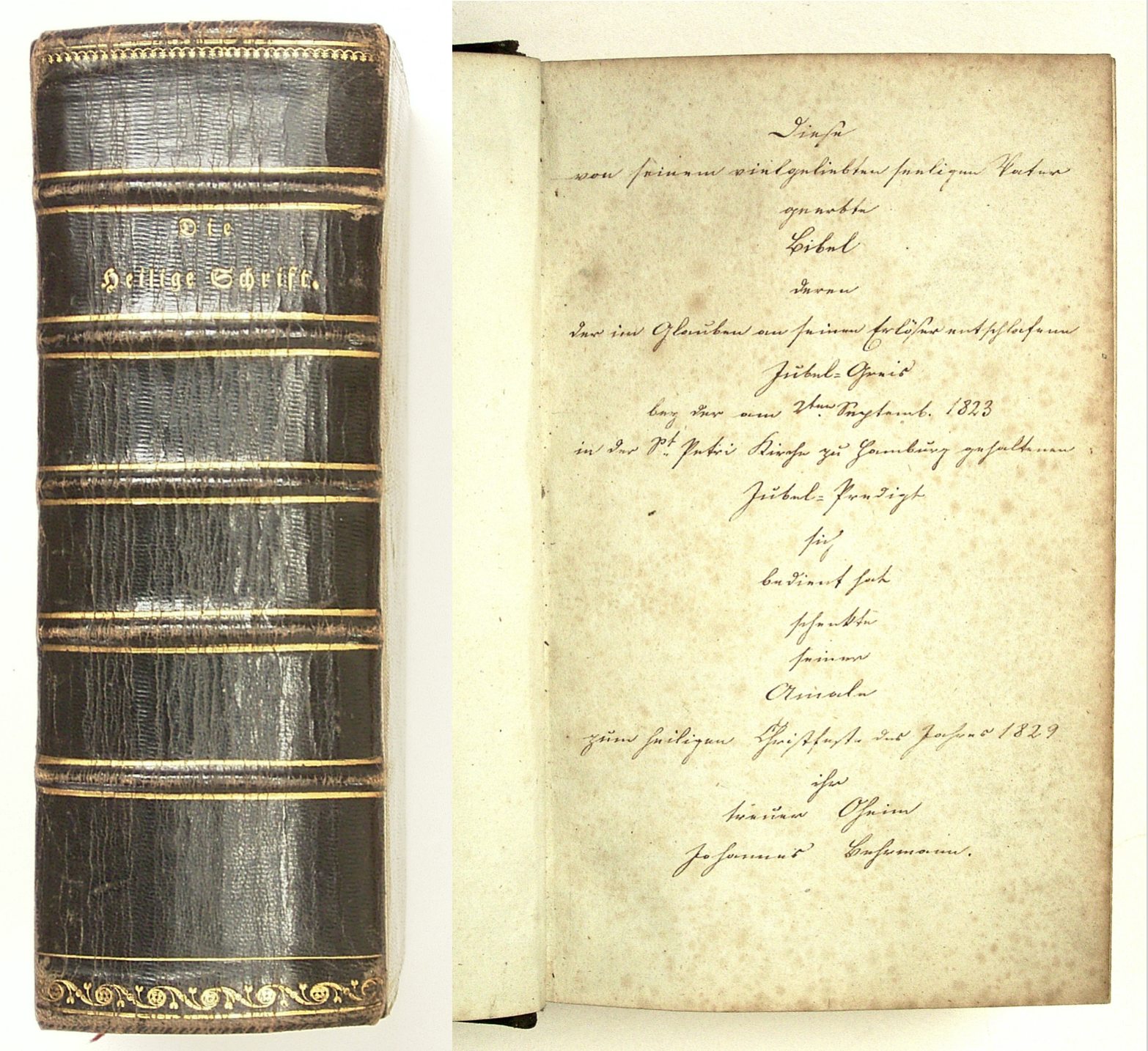
Die Bibel, aus der Pastor Behrmann bei seiner Festpredigt am 2. September 1823 gelesen hatte.

1822 hätte er zugleich mit dem Hauptpastor Heinrich Julius Willerding sein 50-jähriges Amtsjubiläum als Pastor begehen können; er zog es jedoch vor, die Feier auf das Jahr 1823 und damit den Zeitpunkt zu verlegen, an dem er vor 50 Jahren den Ruf an die Petrikirche erhielt. So fand die Feier am 2. September 1823 statt. Ihm zu Ehren wurde in der Petrikirche eine von Albert Methfessel auf Worte von Wilhelm Nikolaus Freudentheil komponierte Kantate aufgeführt. Behrmann selbst hielt die Festpredigt über 1 Kor 2,1–3 , und Hauptpastor Willerding segnete ihn „nach einer herzlichen Anrede“. Bei einem anschließenden Empfang in seiner Dienstwohnung erhielt er vom Geistlichen Ministerium eine Denkmünze (s. u.). Sein gleichnamiger Enkel Rudolph Gerhard Behrmann (III) überreichte ihm eine Monographie zur Geschichte der St. Petri-Kirche. Schon 1822 hatte das Kirchencollegium von Friedrich Carl Gröger Amtsporträts der beiden Geistlichen Willerding und Behrmann malen und diese in der Kirche aufhängen lassen.
Neben dem erhaltenen Porträt in St. Petri erinnert die Doppel-Sammelgrabplatte Hauptpastoren zu St. Petri / Pastoren zu St. Petri auf dem Althamburgischen Gedächtnisfriedhof, Friedhof Ohlsdorf an ihn.

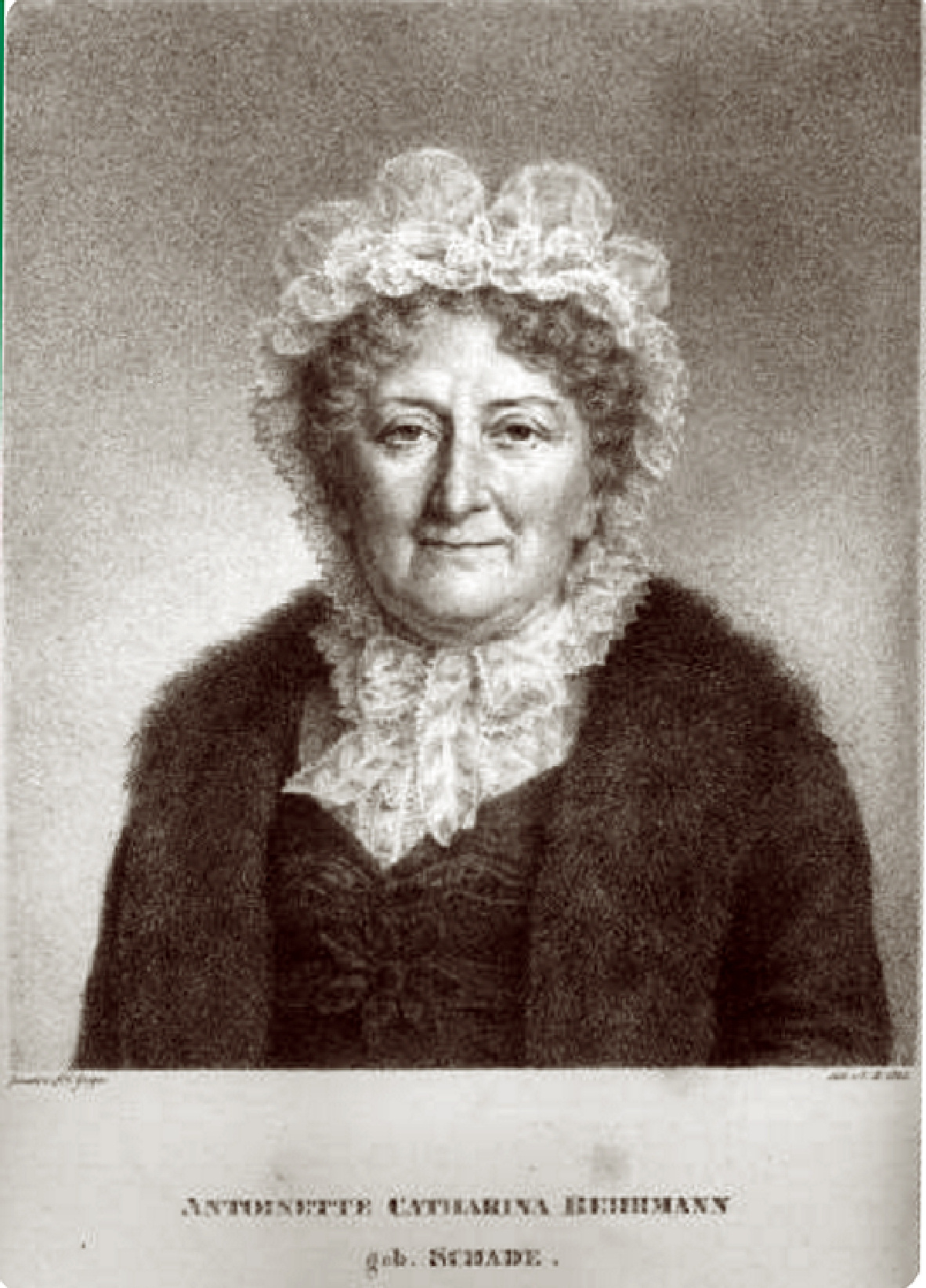
Antoinette Catharina Behrmann geb. Schade, Lithographie von 1827 nach einem Porträt von Friedrich Carl Gröger

### Familie
Am 25. November 1772 heiratete Behrmann Antoinette Catharina Schade. Der gleichnamige Sohn Rudolph Gerhard Behrmann (II, 1773–1852) studierte zunächst Theologie und Physik in Jena und Göttingen, unter anderem bei Georg Christoph Lichtenberg, wurde dann jedoch Jurist und war von 1816 bis 1835 Aktuar des Hamburger Handelsgerichts. Er übersetzte die Reisebeschreibungen von François Alexandre Frédéric, duc de La Rochefoucauld-Liancourt. Ein weiterer Sohn, Johann Heinrich Christian Behrmann (1775–1856) wurde Kaufmann im Spanienhandel und war von 1808 bis 1813 hanseatischer Konsul in Málaga. Sein bis dahin erworbener Wohlstand ermöglichte ihm, ab 1826 in Hamburg zu privatisieren; 1827 gehörte er zu den Stiftern der Hamburger Taubstummenschule. Der Sohn von Rudolph Gerhard Behrmann (II), der ebenfalls gleichnamige Enkel Rudolph Gerhard Behrmann (III, 1806–1886) studierte Jura in Göttingen und Heidelberg, promovierte zum Dr. jur. und praktizierte dann als Advokat in Hamburg.

### Denkmünze

Denkmünze, Ausführung in Bronze

Zu Behrmanns 50-jährigem Amtsjubiläum ließ das Hamburger Ministerium für ihn und Heinrich Julius Willerding bei Gottfried Bernhard Loos in Berlin je eine Denkmünze anfertigen. Die Ausführung lag bei Carl Friedrich Voigt.
Die Vorderseite von Behrmanns Denkmünze zeigt sein rechtssehendes Brustbild nach einer Porträtzeichnung von Heinrich Jacob Aldenrath im Hamburger Ornat, mit der zweizeiligen Umschrift: RUDOLPH GERHARD BEHRMANN. THEOL. DR. ARCHIDIAC. PETRIN. – NAT HAMBURG. 1743. D 1 DECBR. (Rud. Gerh. Behrmann, der Heiligen Schrift Doctor, Archidiaconus zu St. Petri. Geboren zu Hamburg 1743 am 1. December.) Unter dem Bildnis steht G Loos. D. Voigt. F., um anzudeuten, dass Voigt diese Medaille unter der Leitung von Loos geschnitten hatte.
Auf der Rückseite Ist eine Inschrift in zehn Zeilen: VIRO SUMME VENERANDO – PER LANNORUM SERIEM – AD AEDEM D(ivorum) PETRI ET PAULI – MINISTRO OPTIME MERITO – SEMISECULARIA SOLEMNIA – CELEBRANTI – C(udendum) C(uravit) MINISTERIUM HAMBURG.(ense) – D (ie) 2 Sept.(embris) 1823. (Dem hochwürdigen Manne, 50 Jahr lang höchst verdientem Prediger an St. Petri und Pauli, liess, wie er sein 50-jähriges Jubiläum feierte, dieses schlagen das Hamburgische Ministerium am 2. September 1823.) Darunter befindet sich eine auf einem Kreuz und einem Palmzweig ruhende Bibel mit der Bibelstelle Mal 2,6 . Das Gewicht der Münze betrug in Silber 1¾ Lot, in Gold 10 Dukaten.

## Schriften
- Gehaltene Reden, bey der den 29sten Nov. 1785 an einem jüdischen Proselyten: Joseph Michael Israel Schwerin, itzt: Wilhelm Rudolph Christiani, öffentlich vollzogenen Taufe, nebst d. von dem Proselyten selbst hiebey aufgesetzten und abgelegten Glaubens-Bekenntnisse. Hamburg: Herold [1785]
- Rede am Altare bey der fünfzigjährigen Amts-Jubelfeyer Gr. Hochwürden des Herrn Heinrich Julius Willerding: am 1. October 1822 gehalten. Hamburg: Wörmer 1822
- Jubelpredigt in der Hauptkirche St. Petri zu Hamburg am 2. September 1823 gehalten von Rudolph Gerhard Behrmann, der H. Schrift Doctor und Archidiaconus an besagter Kirche. Hamburg: Wörmer 1823